# Diocesi di Mangochi
La diocesi di Mangochi (in latino: Dioecesis Mangociensis) è una sede della Chiesa cattolica in Malawi suffraganea dell'arcidiocesi di Blantyre. Nel 2021 contava 864.000 battezzati su 2.457.247 abitanti. È retta dal vescovo Monfort Stima.

## Territorio
La diocesi comprende la zona meridionale del lago Malawi, comprensiva dei distretti di Balaka, Mangochi e di parte di quello di Machinga.
Sede vescovile è la città di Mangochi, dove si trova la cattedrale di Sant'Agostino.
Il territorio è suddiviso in 25 parrocchie.

## Storia
La prefettura apostolica di Fort Johnston fu eretta il 29 maggio 1969 con la bolla Quam studiose di papa Paolo VI, ricavandone il territorio dalla diocesi di Zomba.
Il 17 settembre 1973 per effetto della bolla Cum Nostrum apostolicum dello stesso papa Paolo VI la prefettura apostolica è stata elevata a diocesi e ha assunto il nome attuale.

## Cronotassi dei vescovi
Si omettono i periodi di sede vacante non superiori ai 2 anni o non storicamente accertati.
- Alessandro Assolari, S.M.M. † (3 ottobre 1969 - 20 novembre 2004 ritirato)
- Luciano Nervi, S.M.M. † (20 novembre 2004 - 8 marzo 2005 deceduto)
  - Sede vacante (2005-2007)
- Alessandro Pagani, S.M.M. (3 aprile 2007 - 6 dicembre 2013 ritirato)
- Monfort Stima, dal 6 dicembre 2013

## Statistiche
La diocesi nel 2021 su una popolazione di 2.457.247 persone contava 864.000 battezzati, corrispondenti al 35,2% del totale.
| anno | popolazione | popolazione | popolazione | presbiteri | presbiteri | presbiteri | presbiteri                | diaconi | religiosi | religiosi | parrocchie |
| anno | battezzati  | totale      | %           | numero     | secolari   | regolari   | battezzati per presbitero | diaconi | uomini    | donne     | parrocchie |
| ---- | ----------- | ----------- | ----------- | ---------- | ---------- | ---------- | ------------------------- | ------- | --------- | --------- | ---------- |
| 1970 | 55.000      | 430.000     | 12,8        | 18         |            | 18         | 3.055                     |         | 18        |           | 8          |
| 1980 | 78.001      | 718.000     | 10,9        | 27         | 4          | 23         | 2.888                     |         | 26        | 36        | 13         |
| 1990 | 120.338     | 796.000     | 15,1        | 41         | 15         | 26         | 2.935                     |         | 55        | 58        | 13         |
| 1999 | 172.921     | 1.100.000   | 15,7        | 60         | 38         | 22         | 2.882                     |         | 65        | 54        | 14         |
| 2000 | 190.043     | 1.130.000   | 16,8        | 65         | 42         | 23         | 2.923                     |         | 60        | 51        | 15         |
| 2001 | 195.967     | 1.134.000   | 17,3        | 69         | 42         | 27         | 2.840                     |         | 69        | 49        | 15         |
| 2002 | 200.547     | 1.150.500   | 17,4        | 73         | 50         | 23         | 2.747                     |         | 70        | 53        | 16         |
| 2003 | 203.889     | 1.180.000   | 17,3        | 68         | 46         | 22         | 2.998                     |         | 72        | 56        | 16         |
| 2004 | 217.715     | 1.210.000   | 18,0        | 70         | 48         | 22         | 3.110                     |         | 78        | 53        | 19         |
| 2013 | 540.000     | 1.532.000   | 35,2        | 89         | 60         | 29         | 6.067                     |         | 151       | 82        | 19         |
| 2016 | 773.000     | 2.199.000   | 35,2        | 80         | 54         | 26         | 9.662                     |         | 156       | 85        | 19         |
| 2019 | 817.000     | 2.323.428   | 35,2        | 86         | 61         | 25         | 9.500                     |         | 161       | 65        | 25         |
| 2021 | 864.000     | 2.457.247   | 35,2        | 88         | 57         | 31         | 9.818                     |         | 190       | 82        | 25         |